# Constantino de Grecia
El príncipe Constantino Alexios de Grecia (en griego Κωνσταντίνος Αλέξιος; Nueva York, Estados Unidos, 29 de octubre de 1998) es un príncipe de Grecia y Dinamarca desde su nacimiento, como el segundo hijo y el primer varón de los príncipes herederos de Grecia, Pablo y Marie. Es, por lo tanto, nieto de los últimos reyes de los helenos, Constantino II y Ana María. Por nacimiento es también un miembro de la casa de Glücksburg y de la familia real griega.

## Primeros años
Nació en el Centro Médico Weill Cornell, Nueva York, Estados Unidos, el 29 de octubre de 1998. El príncipe es nieto de los reyes Constantino II de Grecia y Ana María, es miembro de la Familia Real Griega. Es el segundo de cinco hermanos, hijos de los príncipes Pablo y Marie-Chantal de Grecia. Tiene una hermana mayor la princesa María Olimpia de Grecia y tres hermanos menores los príncipes Achileas Andreas, Odysseas Kimon y Aristides Stavros de Grecia.
Aún sin tener el título en Grecia, es oficialmente miembro de la realeza en Dinamarca a través de su abuela, la reina Ana María, que es princesa danesa de nacimiento. Según el Greek Reporter, los descendientes masculinos del rey Cristián IX de Dinamarca ostentan el título de príncipe, aunque él no está en la línea de sucesión al trono ya que su abuela renunció a su lugar en la línea de sucesión tras su matrimonio con la familia real griega.

## Bautismo
El bautismo del príncipe se celebró en la Catedral Ortodoxa de Santa Sofía de Londres el 15 de abril de 1999 y fue presidida por el arzobispo de Gran Bretaña y el patriarca Gregorio. Tal y como se establece en esta ceremonia, al ser futuro heredero, el príncipe Constantino Alexios tuvo siete padrinos; el entonces príncipe de Asturias, hoy rey Felipe VI de España, el entonces príncipe heredero, hoy rey Federico de Dinamarca, la princesa heredera Victoria de Suecia, el príncipe heredero Guillermo de Gales, el príncipe Nicolás de Grecia, el príncipe Demetrio de Yugoslavia, la princesa Alejandra von Fürstenberg y y Doris Robbs. Dos de sus padrinos son futuros monarcas y dos son reyes reinantes.

## Títulos
| ● 29 de octubre de 1998-presente: | Su alteza real el príncipe Constantine Alexios de Grecia y Dinamarca |

## Distinciones honoríficas

### Distinciones honoríficas griegas
- Caballero gran cruz de la Orden del Redentor.[2]
- Caballero gran cruz de la Orden del Fénix.
- Caballero gran cruz de la Real Orden de los Santos Jorge y Constantino.
- Caballero gran cruz de la Real Orden de Jorge I.

## Vida
Según The List es una tradición griega nombrar al niño mayor con el nombre de su abuelo paterno, y el príncipe heredero Pablo y la princesa heredera Marie-Chantel siguieron esta convención. Si la monarquía no hubiera sido abolida, Constantino Alexios podría haberse convertido algún día en rey Constantino III.
El príncipe Constantino Alexios de Grecia y Dinamarca puede ser miembro de la realeza en dos países, pero nació en un país que no tiene ninguna monarquía: los Estados Unidos. Aunque él no creció allí. Según explicó su madre a Paper, el trabajo de su marido está en Nueva York, pero "quería que sus hijos se educaran en Europa". La familia se mudó a Londres por un tiempo (desde que Consantino tenía 4 años), pero regresó a Nueva York después de que su hija mayor, Olympia, se matriculó en la Universidad de Nueva York para poder mantener unida a la familia.
Si bien nacer en los Estados Unidos significa que el Príncipe Constantino Alexios se habría convertido en ciudadano al nacer, no está claro si actualmente tiene la ciudadanía estadounidense o no. Es posible que tenga doble ciudadanía, tanto en Estados Unidos como en uno (o más) de los otros países que su familia ha llamado hogar.
El príncipe no es exactamente privado, pero es bastante selectivo en cuanto a la información que permite que el público sepa. No le gusta dar entrevistas y, si bien está activo en las redes sociales y tiene una sólida base de seguidores en Instagram con 197.000 seguidores, no publica mucho y comparte más instantáneas escénicas y artísticas que selfies.
Si bien no se sabe mucho sobre el príncipe Constantino Alexios gracias a que mantiene un perfil bajo, se lo puede ver en las cuentas de redes sociales de su familia, que muestran lo cercanos que son. También se han dado a conocer videos tocando la guitarra, el piano y la batería, instrumentos con los que se entretiene en su tiempo libre.'"Tino", como le llaman sus allegados, también tiene interés por la pintura y la escultura. Sus esculturas se inspiran muy a menudo en la mitología griega.
Según Hola!, una vez posó para el fotógrafo de moda Nikolai von Bismarck para el libro "The Dior Sessions". El libro de moda masculina fue creado para recaudar dinero para Teenage Cancer Trust, que, según su sitio web, es una organización benéfica del Reino Unido dedicada a ayudar a pacientes con cáncer de entre 13 y 24 años. Además de brindarles "atención y apoyo de enfermería especializada". Se esfuerzan por garantizar que "ningún joven enfrente el cáncer solo".

## Educación
El príncipe Constantino Alexios ha tenido una educación bastante internacional. Comenzó su educación en la Wetherby School de Londres y luego, en 2017, se graduó en Wellington College, una escuela secundaria del Reino Unido donde la matrícula comienza en £10,980 por trimestre (según el año escolar 2022-2023). Los alumnos famosos de la escuela, según Ranker, incluyen al autor George Orwell y al actor Christopher Lee. En Wellington también recibió educación militar.
Un año antes de graduarse de Wellington, anunció que quería estudiar en Estados Unidos. En agosto de 2017, se matriculó en la Universidad de Georgetown y así, su educación universitaria lo llevó al otro lado del charco, Washington D. C. Según el sitio web de la familia real griega, Georgetown es la alma mater del padre de Constantino Alexios, el Príncipe Pablo, quien asistió al mismo colegio.
Si bien no está claro qué estudió Constantino Alexios en la prestigiosa institución (se rumorea que siguió una Licenciatura en Inglés), se sabe que se graduó en Georgetown en mayo de 2022. "Felicitaciones a Tino", escribió su madre, la princesa Marie-Chantal, en Instagram. Su padre también publicó un orgulloso homenaje en el sitio de redes sociales, escribiendo: "Felicitaciones, estoy muy orgulloso de ti hoy, Tino".

## Fortuna
El Irish Times informó que las tierras de su familia en Grecia fueron confiscadas en 1967 cuando su abuelo fue depuesto, pero un fallo judicial de 2002 le concedió 12 millones de euros en compensación. Según Celebrity Net Worth, su madre, la princesa Marie-Chantal, tiene una fortuna propia valorada en 2.000 millones de dólares, mientras que Market Realist estima que su padre, Pablo, vale alrededor de 4 millones de dólares.
La familia también posee algunas propiedades. ¡Hola! La revista informa que poseen al menos cinco casas en todo el mundo, con residencias en los EE. UU. y el Reino Unido y una casa de vacaciones en las Bahamas.

## Romance
Durante algún tiempo circularon rumores de que Poppy Delevingne había encontrado un romance con el príncipe Constantino Alexios de Grecia y Dinamarca (conocido por sus amigos como Tino) antes de que las fotos de los paparazzi en febrero lo confirmaran (fueron vistos dando un paseo, de la mano, en Londres.)
Poppy es la esbelta hermana modelo de Cara Delevigne. En 2014, Poppy Delevingne se casó con James Cook, empresario, en una iglesia de Knightsbridge con las hermanas de Poppy, Cara y Chloe, entre el grupo de glamorosas damas de honor. Aunque la separación no se ha abordado públicamente, se entiende que la pareja se separó a principios de 2022, pero aún siguen casados.
Poppy, 13 años mayor que Constantino, es hija del promotor inmobiliario Charles Hamar Delevingne y Pandora Anne Delevingne. Según su biografía de IMDb, creció en una mansión en Belgravia, una de las direcciones más exclusivas de Londres.

## Ancestros
|  |                                                       |  |  |  |  |  |  |  |  |  |  |  |  |  |  |  |
|  | 16. Constantino I, rey de los Helenos                 |  |  |  |  |  |  |  |  |  |  |  |  |  |  |  |
|  |                                                       |  |  |  |  |  |  |  |  |  |  |  |  |  |  |  |
|  |                                                       |  |  |  |  |  |  |  |  |  |  |  |  |  |  |  |
|  | 8. Pablo I, Rey de Grecia                             |  |  |  |  |  |  |  |  |  |  |  |  |  |  |  |
|  |                                                       |  |  |  |  |  |  |  |  |  |  |  |  |  |  |  |
|  |                                                       |  |  |  |  |  |  |  |  |  |  |  |  |  |  |  |
|  | 17. Princesa Sofía de Prusia                          |  |  |  |  |  |  |  |  |  |  |  |  |  |  |  |
|  |                                                       |  |  |  |  |  |  |  |  |  |  |  |  |  |  |  |
|  |                                                       |  |  |  |  |  |  |  |  |  |  |  |  |  |  |  |
|  | 4. Constantino II, Rey de Grecia                      |  |  |  |  |  |  |  |  |  |  |  |  |  |  |  |
|  |                                                       |  |  |  |  |  |  |  |  |  |  |  |  |  |  |  |
|  |                                                       |  |  |  |  |  |  |  |  |  |  |  |  |  |  |  |
|  | 18. Ernesto Augusto, duque de Brunswick               |  |  |  |  |  |  |  |  |  |  |  |  |  |  |  |
|  |                                                       |  |  |  |  |  |  |  |  |  |  |  |  |  |  |  |
|  |                                                       |  |  |  |  |  |  |  |  |  |  |  |  |  |  |  |
|  | 9. Princesa Federica de Hannover                      |  |  |  |  |  |  |  |  |  |  |  |  |  |  |  |
|  |                                                       |  |  |  |  |  |  |  |  |  |  |  |  |  |  |  |
|  |                                                       |  |  |  |  |  |  |  |  |  |  |  |  |  |  |  |
|  | 19. Princesa Victoria Luisa de Prusia                 |  |  |  |  |  |  |  |  |  |  |  |  |  |  |  |
|  |                                                       |  |  |  |  |  |  |  |  |  |  |  |  |  |  |  |
|  |                                                       |  |  |  |  |  |  |  |  |  |  |  |  |  |  |  |
|  | 2. Príncipe Pavlos de Grecia y Dinamarca              |  |  |  |  |  |  |  |  |  |  |  |  |  |  |  |
|  |                                                       |  |  |  |  |  |  |  |  |  |  |  |  |  |  |  |
|  |                                                       |  |  |  |  |  |  |  |  |  |  |  |  |  |  |  |
|  | 20. Cristián X, rey de Dinamarca                      |  |  |  |  |  |  |  |  |  |  |  |  |  |  |  |
|  |                                                       |  |  |  |  |  |  |  |  |  |  |  |  |  |  |  |
|  |                                                       |  |  |  |  |  |  |  |  |  |  |  |  |  |  |  |
|  | 10. Rey Federico IX de Dinamarca                      |  |  |  |  |  |  |  |  |  |  |  |  |  |  |  |
|  |                                                       |  |  |  |  |  |  |  |  |  |  |  |  |  |  |  |
|  |                                                       |  |  |  |  |  |  |  |  |  |  |  |  |  |  |  |
|  | 21. Duquesa Alejandrina de Mecklemburgo-Schwerin      |  |  |  |  |  |  |  |  |  |  |  |  |  |  |  |
|  |                                                       |  |  |  |  |  |  |  |  |  |  |  |  |  |  |  |
|  |                                                       |  |  |  |  |  |  |  |  |  |  |  |  |  |  |  |
|  | 5. Princesa Ana María de Dinamarca                    |  |  |  |  |  |  |  |  |  |  |  |  |  |  |  |
|  |                                                       |  |  |  |  |  |  |  |  |  |  |  |  |  |  |  |
|  |                                                       |  |  |  |  |  |  |  |  |  |  |  |  |  |  |  |
|  | 22. Gustavo VI Adolfo, rey de Suecia                  |  |  |  |  |  |  |  |  |  |  |  |  |  |  |  |
|  |                                                       |  |  |  |  |  |  |  |  |  |  |  |  |  |  |  |
|  |                                                       |  |  |  |  |  |  |  |  |  |  |  |  |  |  |  |
|  | 11. Princesa Ingrid de Suecia                         |  |  |  |  |  |  |  |  |  |  |  |  |  |  |  |
|  |                                                       |  |  |  |  |  |  |  |  |  |  |  |  |  |  |  |
|  |                                                       |  |  |  |  |  |  |  |  |  |  |  |  |  |  |  |
|  | 23. Princesa Margarita de Connaught                   |  |  |  |  |  |  |  |  |  |  |  |  |  |  |  |
|  |                                                       |  |  |  |  |  |  |  |  |  |  |  |  |  |  |  |
|  |                                                       |  |  |  |  |  |  |  |  |  |  |  |  |  |  |  |
|  | 1. Príncipe Constantine Alexios de Grecia y Dinamarca |  |  |  |  |  |  |  |  |  |  |  |  |  |  |  |
|  |                                                       |  |  |  |  |  |  |  |  |  |  |  |  |  |  |  |
|  |                                                       |  |  |  |  |  |  |  |  |  |  |  |  |  |  |  |
|  | 24. Ellis John Springer Miller                        |  |  |  |  |  |  |  |  |  |  |  |  |  |  |  |
|  |                                                       |  |  |  |  |  |  |  |  |  |  |  |  |  |  |  |
|  |                                                       |  |  |  |  |  |  |  |  |  |  |  |  |  |  |  |
|  | 12. Ellis Warren Appleton Miller                      |  |  |  |  |  |  |  |  |  |  |  |  |  |  |  |
|  |                                                       |  |  |  |  |  |  |  |  |  |  |  |  |  |  |  |
|  |                                                       |  |  |  |  |  |  |  |  |  |  |  |  |  |  |  |
|  | 25. Blanche Louise Appleton                           |  |  |  |  |  |  |  |  |  |  |  |  |  |  |  |
|  |                                                       |  |  |  |  |  |  |  |  |  |  |  |  |  |  |  |
|  |                                                       |  |  |  |  |  |  |  |  |  |  |  |  |  |  |  |
|  | 6. Robert Warren Miller                               |  |  |  |  |  |  |  |  |  |  |  |  |  |  |  |
|  |                                                       |  |  |  |  |  |  |  |  |  |  |  |  |  |  |  |
|  |                                                       |  |  |  |  |  |  |  |  |  |  |  |  |  |  |  |
|  | 26. Altimus Squarebriggs                              |  |  |  |  |  |  |  |  |  |  |  |  |  |  |  |
|  |                                                       |  |  |  |  |  |  |  |  |  |  |  |  |  |  |  |
|  |                                                       |  |  |  |  |  |  |  |  |  |  |  |  |  |  |  |
|  | 13. Sophia June Squarebriggs                          |  |  |  |  |  |  |  |  |  |  |  |  |  |  |  |
|  |                                                       |  |  |  |  |  |  |  |  |  |  |  |  |  |  |  |
|  |                                                       |  |  |  |  |  |  |  |  |  |  |  |  |  |  |  |
|  | 27. Priscilla Mountain                                |  |  |  |  |  |  |  |  |  |  |  |  |  |  |  |
|  |                                                       |  |  |  |  |  |  |  |  |  |  |  |  |  |  |  |
|  |                                                       |  |  |  |  |  |  |  |  |  |  |  |  |  |  |  |
|  | 3. Marie-Chantal Miller                               |  |  |  |  |  |  |  |  |  |  |  |  |  |  |  |
|  |                                                       |  |  |  |  |  |  |  |  |  |  |  |  |  |  |  |
|  |                                                       |  |  |  |  |  |  |  |  |  |  |  |  |  |  |  |
|  | 14. Servando Pesantes Chanduy                         |  |  |  |  |  |  |  |  |  |  |  |  |  |  |  |
|  |                                                       |  |  |  |  |  |  |  |  |  |  |  |  |  |  |  |
|  |                                                       |  |  |  |  |  |  |  |  |  |  |  |  |  |  |  |
|  | 7. María Clara Pesantes Becerra                       |  |  |  |  |  |  |  |  |  |  |  |  |  |  |  |
|  |                                                       |  |  |  |  |  |  |  |  |  |  |  |  |  |  |  |
|  |                                                       |  |  |  |  |  |  |  |  |  |  |  |  |  |  |  |
|  | 15. Beatriz Becerra                                   |  |  |  |  |  |  |  |  |  |  |  |  |  |  |  |
|  |                                                       |  |  |  |  |  |  |  |  |  |  |  |  |  |  |  |
|  |                                                       |  |  |  |  |  |  |  |  |  |  |  |  |  |  |  |